# 岳陽戰鬥
岳陽戰鬥發生於1918年3月1日-17日，地點則是在中國湖南岳陽。是北洋政府時期內戰之一，交戰兩方為的湘軍程潛及的北洋政府七師之吳新田旅，最後，北洋政府七師因吳佩孚派軍支援獲勝。